# Jemin Moše
Jemin Moše (hebrejsky ימין משה‎) je městská čtvrť v centrální části Jeruzaléma v Izraeli.

## Geografie
Na severu hraničí s čtvrtí Mamila, na severozápadě s Machane Jisra'el, na západě a jihozápadě s Talbija. Na jihu s Abu Tor a na východě se Starým Městem. Leží v nadmořské výšce cca 750 metrů, na mírně vyvýšeném hřbetu, který je od Starého Města oddělen zářezem údolí Gehenna, které pak ústí do kaňonu Nachal Kidron. Na protější straně údolí se zvedá Hora Sijón. Čtvrť se nachází nedaleko okraje území, které ovládl Izrael během války za nezávislost v roce 1948, tedy nedaleko od Zelené linie. Prochází jí silnice číslo 60 (Derech Chevron). Jižně odtud rovněž končí stará železniční trať Jaffa–Jeruzalém. Populace čtvrti je židovská.

## Dějiny
Výstavba čtvrti Jemin Moše začala už roku 1855, kdy se Moses Montefiore rozhodl postavit v této lokalitě za hradbami Jeruzaléma větrný mlýn a kolonii Miškenot Ša'ananim. Montefiore se k vzniku nového předměstí Jeruzaléma rozhodl po návštěvě země v roce 1854. Finance poskytl filantrop Judah Touro z New Orleans v USA. Urbanistický soubor Miškenot Ša'ananim vyrostl v roce 1860 na třetině zdejších pozemků. Další třetinu zaujal větrný mlýn. Zbytek parcely byl oplocen a pojmenován Zahrada Mosese a Judithy Montefiorových. V roce 1866 ale tuto zahradu zaujali chudí Židí ze Starého Města, kteří si nemohli dovolit platit nájmy a postavili zde proto provizorní příbytky a stany. V roce 1892 byli tito lidé vystěhováni. Sefardští Židé do čtvrti Nachla'ot a aškenázští Židé do Me'a Še'arim. Na místě jejich nouzové kolonie vyrostla nová čtvrť nazvaná na počest Mosese Montefiora Jemin Moše.
Vyrostlo tu 65 domů pro aškenázské rodiny. Zástavba byla soustředěna podél hlavní ulice. Dále bylo zbudováno 65 domů pro sefardské Židy. V obou polovinách Jemin Moše také vyrostly veřejné budovy jako synagoga. Původně šlo o přízemní zástavbu, později došlo k nástavbám. Obyvatelstvo byli zejména obchodníci ze Starého Města, kteří tam nadále pokračovali v podnikání. Žili tu také četní rabínové. Během arabského povstání v letech 1936–1939 zdejší obyvatelé přenesli své obchody do nového obchodního centra vně hradeb Starého Města, severně od této čtvrti. Během války za nezávislost v roce 1948 čtvrť trpěla boji. Ještě před odchodem mandátní britské správy v dubnu 1948 došlo k arabskému útoku na Jemin Moše vedenému od Jaffské brány. Poblíž čtvrti se nacházel opevněný areál okolo hotelu Krále Davida využívaný britskými silami. Během bojů zde zahynul dvaadvacetiletý mladík Abraham Kirschenbaum. V 50. letech 20. století se ve čtvrti usídlili četní noví židovští imigranti. Čtvrť se tehdy nacházela na dotyku s hranicí oddělující izraelské a jordánské území, což skončilo až po šestidenní válce v roce 1967. Tehdy byly zdejší pozemky vyvlastněny a stát zahájil projekt renovace čtvrti, do které se začali stěhovat bohatí Židé a umělci. Čtvrť je turisticky vyhledávaná a památkově chráněná. Hlavním symbolem je větrný mlýn a sefardská synagoga. Populace je sekulární a nábožensky sionistická. Místní občanský výbor aplikuje přísná pravidla na přijímání potenciálních nových obyvatel.

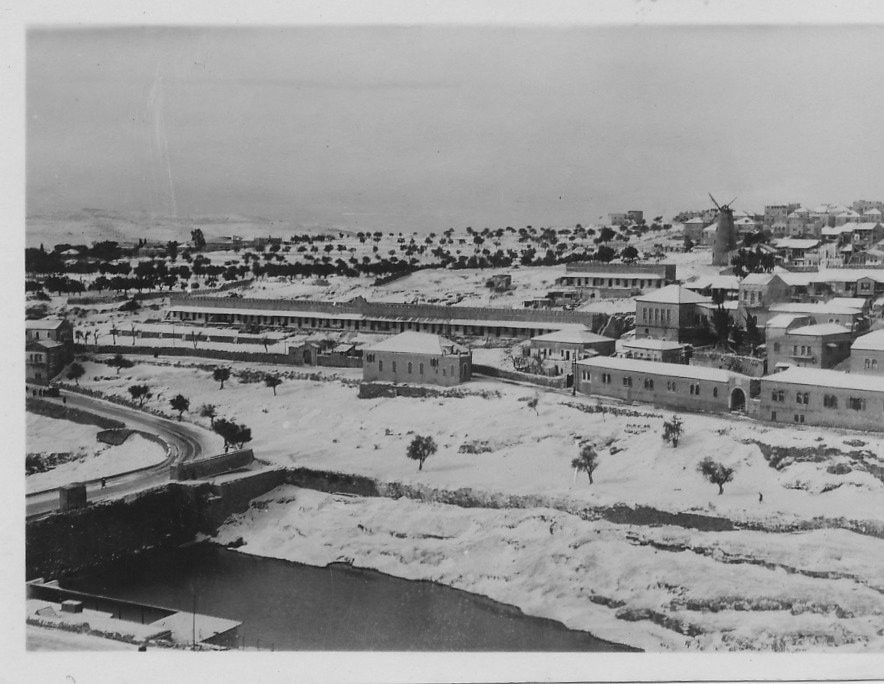
Jemin Moše na dobovém snímku z 20. let 20. století se sněhovou pokrývkou
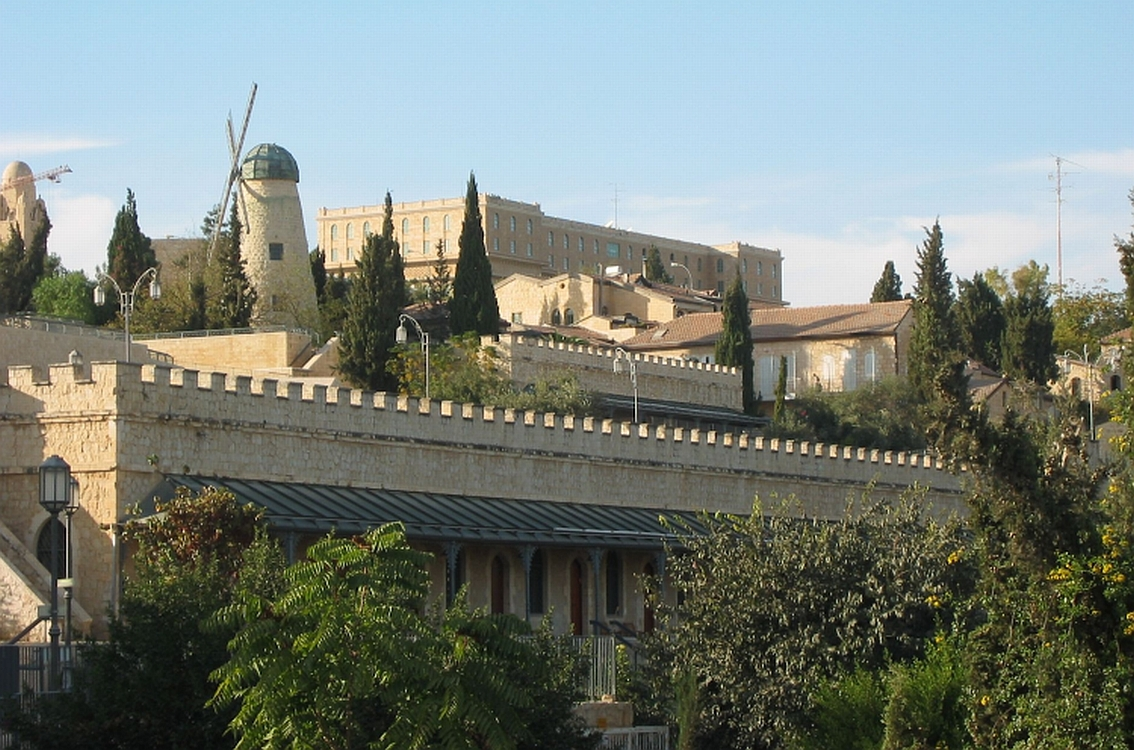
Celkový pohled na Jemin Moše
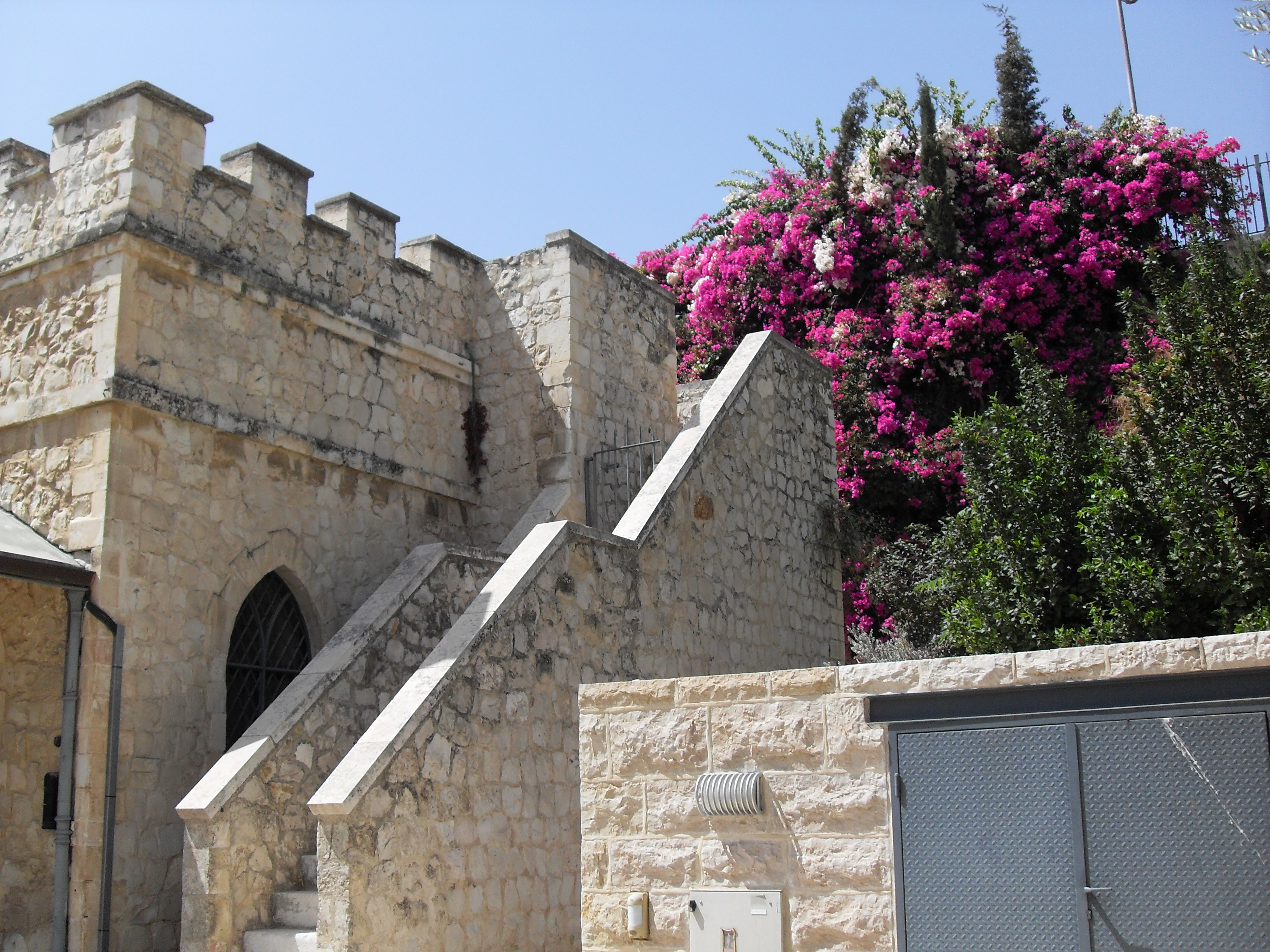
Architektura a vegetace v Jemin Moše